# Vista Hermosa, Cuetzalan del Progreso
Vista Hermosa är en ort i Mexiko.   Den ligger i kommunen Cuetzalan del Progreso och delstaten Puebla, i den sydöstra delen av landet, 180 km öster om huvudstaden Mexico City. Vista Hermosa ligger 1 451 meter över havet och antalet invånare är 181.
Terrängen runt Vista Hermosa är kuperad åt nordost, men åt sydväst är den bergig. Runt Vista Hermosa är det ganska tätbefolkat, med 179 invånare per kvadratkilometer. Närmaste större samhälle är Ciudad de Cuetzalan, 4,6 km norr om Vista Hermosa. I omgivningarna runt Vista Hermosa växer i huvudsak städsegrön lövskog.